# Hella Kasten
Hella Kasten (* 2. Oktober 1944 in Jena; † 25. August 2003) war eine deutsche Politikerin der CDU.
Nach der mittleren Reife besuchte Kasten die Medizinische Fachschule und arbeitete lange Jahre als Kinderkrankenschwester, später als Technische Zeichnerin und als Hausfrau. Sie war Vorstand im Bundesverband Deutscher Autoren, im Via-Haus sowie im Verein Kinderkunst ohne Führungskreuz. Sie war verheiratet und hatte drei Kinder.
1990 trat Kasten der CDU bei. Sie gehörte dem Kreisvorstand und dem Landesvorstand der Frauen-Union an. Von 1992 bis 1995 war sie Bürgerdeputierte, danach Mitglied der Bezirksverordnetenversammlung in Lichtenberg. 1999 zog sie in das Abgeordnetenhaus von Berlin ein, dem sie bis 2001 angehörte. In dieser Zeit war sie auch Kreisvorsitzende der CDU.